# Pinkhill Lock

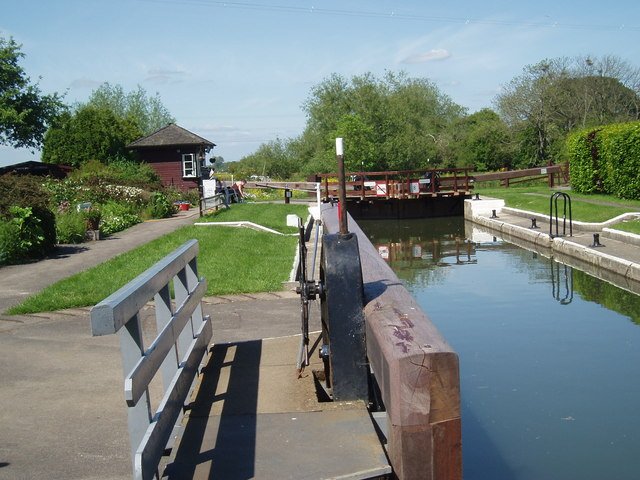
Das Pinkhill Lock

Das Pinkhill Lock ist eine Schleuse in der Themse in England. Sie liegt in der Nähe von Farmoor in Oxfordshire.
Die erste Schleuse wurde 1791 von Daniel Harris für die Thames Navigation Commission entworfen.

## Geschichte
Die Schleuse ist nach einer Farm in der Nähe benannt. Sie befindet sich an der Stelle, eines Wehrs mit einer Stauschleuse, die Lord Harcourt gehörte. Die Schleuse ist eine der ersten Anlagen der „Thames Navigation Commission“ und wurde wie das St John’s Lock von J. Nock gebaut. Sie wurde 1877 teilweise erneuert und zusätzlich wurde zu dieser Zeit ein Schleusenwärterhaus geplant. Bis dahin lebte der Schleusenwärter in Eynsham und war für den gesamten Abschnitt von der Newbridge bis zum King’s Weir zuständig. Der Fluss wurde 1899 unterhalb der Schleuse begradigt und es wurden einige Renovierungen an der Schleuse durchgeführt. Das steinerne Schleusenwärterhaus stammt aus dem Jahr 1932.

## Zugang zur Schleuse
Die Schleuse kann von Farmoor aus zu Fuß oder mit einer entsprechenden Genehmigung mit einem Fahrzeug erreicht werden. Das Wehr mit einer öffentlichen Fußgängerbrücke befindet sich auf der anderen Seite der Insel. Der Flussabschnitt mit dem Wehr wird auch als Luck’s Hole oder Lot’s Hole bezeichnet.

## Der Fluss oberhalb der Schleuse
Der Fluss passiert Bablock Hythe, wo es eine Fähre gab. Dieser Flussabschnitt wird von Matthew Arnold in seinem Gedicht Scholar Gipsy beschrieben.
Der Themsepfad führt über die Schleusentore zur Nordwestseite des Flusses und nach Stanton Harcourt. Er kehrt bei Bablock Hythe an den Fluss zurück und verläuft dann an diesem entlang zum Northmoor Lock.